# Der wahnsinnige Wikinger
Der wahnsinnige Wikinger (Originaltitel: Prince Violent; für das Fernsehen in Prince Varmint umbenannt) ist ein US-amerikanischer Zeichentrick-Kurzfilm aus dem Jahr 1961 von Friz Freleng und Hawley Pratt. Der Film stammt aus der Looney-Tunes-Reihe von Warner Bros. und hatte seine US-amerikanische Kinopremiere am 2. September 1961. Als Hauptakteure sind Bugs Bunny und Yosemite Sam zu sehen.

## Handlung
Eines Tages sucht der Wikinger „Sam der Schreckliche“ (Yosemite Sam) die Menschen eines Landes heim, die sich daraufhin in eine Burg flüchten. In der Folge setzt der schreckliche Sam alles daran das Gemäuer zu erobern, doch der Tumult im Lande hatte auch Bugs Bunny auf das Geschehen aufmerksam gemacht, was dem Wikinger einen würdigen Gegner beschert.
Sam der Schreckliche und sein Wikingerelefant stellen schnell fest, dass sich die Belagerung der Burg als schwierig gestaltet. Auf Steinmauern aufgemalte Türen sorgen für Kopfweh. Der Felsen pustende Elefant kann durch Pfeffer zum Niesen gebracht und dadurch unschädlich gemacht werden. Instabile Bretter in der Zugbrücke führen zu einem steilen Fall und auch ein Angriff von der Seeseite, das Untergraben der Burgmauern und ein Versuch das Burgtor aufzusprengen misslingen. Der Elefant kann schließlich mit einer Tüte Erdnüsse zum Überlaufen bewegt werden, woraufhin sein ehemaliger Kommandeur davongejagt wird.

## Hintergrund
Im englischsprachigen Original wurden alle Charaktere von Mel Blanc gesprochen. Eine deutschsprachige Version des Cartoons erschien unter dem Titel Der wahnsinnige Wikinger in Warner Cartoons 1 – Bugs Bunny, dem ersten Teil einer neunteilige VHS-Reihe, die 1989 von Warner Bros. Deutschland veröffentlicht wurde.